# Rutilia spinolae
Rutilia spinolae är en tvåvingeart som beskrevs av Camillo Rondani 1863. Rutilia spinolae ingår i släktet Rutilia och familjen parasitflugor. Inga underarter finns listade i Catalogue of Life.